# Църница (Велешко)
 Тази статия е за селото в Северна Македония.  За растението вижте черница.  
Църница или Църници (на македонска литературна норма: Црница, Црници) е бивше село в Северна Македония.

## География
Селото е било разположено на Църничката река на изхода на прохода през планината Бабуна, на пътя Прилеп – Велес, южно от Степанци. Принадлежи на областта Изворско.

## История
В XIX век Църница е село в Прилепска кааза на Османската империя. 
Турчинът Алия Абдулче от Църница в края на XIX век овладява района на прохода и тероризира селата Степанци, Присад и Кърстец. Убит е от Глигор Соколов.
Според статистиката на Васил Кънчов („Македония. Етнография и статистика“) от 1900 година Църници има 86 жители, всички българи християни.
На Етнографската карта на Битолския вилает на Картографския институт в София от 1901 година Църница е чисто българско село в Прилепската каза на Битолския санджак с 8 къщи.
В началото на XX век българското население на селото е под върховенството на Българската екзархия. По данни на секретаря на екзархията Димитър Мишев (La Macédoine et sa Population Chrétienne) през 1905 година в Църници (Tzernitzi) има 64 българи екзархисти.
След Междусъюзническата война в 1913 година селото попада в Сърбия.

## Личности
Починали в Църница
- Димко К. Чавлев (? – 1905), четник от ВМОРО, загинал в сражение с турци при Църници[2]